# فرانسس ریوت-کارناک
فرانسس ریوت-کارناک (انگلیسی: Frances Rivett-Carnac; زاده ۱۸۷۵ – درگذشته ۱ ژانویهٔ ۱۹۶۲) قایقران قایق بادبانی اهل بریتانیا بود.